# Umetnostno drsanje na Zimskih olimpijskih igrah 1924
Umetnostno drsanje na Zimskih olimpijskih igrah 1924.

## Dobitniki medalj
| Tekma  | Zlato                             | Srebro                                 | Bron                         |
| Moški  | Gillis Grafström                  | Willy Böckl                            | Georges Gautschi             |
| Ženske | Herma Szabo                       | Beatrix Loughran                       | Ethel Muckelt                |
| Pari   | Helene Engelmann in Alfred Berger | Ludowika Jakobsson in Walter Jakobsson | Andrée Joly in Pierre Brunet |